# Nokia N95
Mobilní telefon N95 je smartphone od společnosti Nokia. Přístroj patří do multimediální řady Nseries. Telefon používá operační systém Symbian OS 3rd feature pack 1 na platformě s60. Telefon byl poprvé představen v září 2006 a prodávat se začal na konci dubna 2007.

## Ocenění
Nokia N95 byla asociací EISA (European Imaging and Sound Association) zvolena pro období 2007–2008 za nejlepší evropský multimediální mobilní telefon. V druhé kategorii týkající se mobilních telefonů byl zvolen Samsung SGH-U700.
Asociace TIPA (Technical Image Press Association) udělila zařízení Nokia N95 ocenění Nejlepší evropské mobilní zařízení roku 2007.

### Asociace EISA
Asociace udělující každoročně ocenění „Best Products“ pro evropskou spotřební elektroniku. V současné době ji tvoří 47 evropských časopisů se zaměřením na fotografování, video, audio, domácí kino a mobilní elektroniku z 18 evropských zemí.

### Asociace TIPA
Asociace TIPA sdružuje 31 odborných technických časopisů z 12 evropských zemí a toto ocenění uděluje každoročně.

## Video manuál
Jde o projekt české Nokie, která vytvořila video manuál, jak fotografovat s n95.

## Parametry telefonu

### Obecné technické údaje
- systém: WCDMA 2100 (HSDPA), EGSM900, GSM 850/1800/1900 MHz (EGPRS)
- rozhraní: S60 3. verze, feature pack 3.1
- displej: 2,6" QVGA (240 × 320 pixelů) displej TFT s detektorem okolního světla a až 16 milióny barev
- rozměry: 99 × 53 × 21 mm
- objem: 90 cm³
- hmotnost: 120 g
- výdrž: až 200 hod. WCDMA a 225 hod. GSM
- doba hovoru: Až 160 min. (WCDMA)/ 210 min. (EGSM)
- baterie: Nokia Battery (BL-5F) 950 mAh
- paměť: Až 160 MB interní paměti a podpora paměťových karet hot swap microSD(HC)

### Video a fotoaparát
- rozlišení obrazu: až do VGA (640 × 480 pixelů) při obrazové frekvenci až 30 snímků/s
- nahrávání zvuku: AAC stereo
- digitální stabilizace videa
- délka videonahrávky: omezena dostupnou pamětí
- formáty videosouborů: .mp4 (standard), .3gp (pro MMS)
- vyvážení bílé: automatické, slunečno, zataženo, žárovka, zářivka
- nastavení snímku: automatické, noční
- barevné tóny: normální, sépie, černobílý, sytý, negativní
- transfokátor (optický / digitální): 1násobný / až 10násobný (VGA až 4násobný)
- rozlišení fotografie: až 5 megapixelů (2592 × 1944 pixelů)
- formát snímků: JPEG/Exif
- automatické zaostřování
- automatická expozice – vážená na střed
- kompenzace expozice: +2 až -2 EV s krokem 0,5 EV
- vyvážení bílé: automatické, slunečno, zataženo, žárovka, zářivka
- expoziční režimy: automatický, sport, uživatelský, detail, krajina, noc, portrét
- barevné tóny: normální, sépie, černobílý, sytý, negativní
- transfokátor (optický / digitální): 1násobný / až 20násobný (při 5 megapixelech až 6násobný)
- snímač: CMOS, 5 megapixelů (2592 × 1944)
- optika Carl Zeiss a objektiv Vario-Tessar
- ohnisková vzdálenost: 5,6 mm
- rozsah ostření: 10 cm až nekonečno
- režim makro: 10–50 cm
- druh závěrky a rozsah časů: mechanická závěrka, časy 1/1000 – 1/3 s

### Připojitelnost a datové služby
- WLAN 802.11b/g a UPnP (Universal Plug and Play)
- USB 2.0 Full Speed
- analogový zvukový výstup (3,5 mm stereofonní sluchátkový konektor)
- televizní výstup (prostřednictvím sluchátkového konektoru)
- bezdrátová technologie Bluetooth s A2DP stereo audio
- IrDA (Infraport)
- VoIP SIP

### Provozní frekvence
- duální režim WCDMA/GSM
  - sítě EDGE/GSM 900/1800/1900
  - WCDMA HSDPA 2100 MHz se simultánním přenosem hlasových a paketových dat

### Přenos zpráv
- Textové zprávy: podporuje dlouhé SMS, obrázkové zprávy, distribuční seznam SMS
- Multimediální zprávy: kombinace obrázků, videonahrávek, textu a zvukových nahrávek
- Automatické přizpůsobení velikosti megapixelových obrázků formátu MMS (příloha o velikosti max. 300 kB v závislosti na síti)
- Prediktivní vkládání textu: podpora všech hlavních jazyků Evropy a asijsko-pacifické oblasti

### Hudební funkce
- digitální hudební přehrávač - podporuje formáty MP3/AAC/AAC+/eAAC+/WMA/M4A s playlistem a ekvalizérem
- vestavěný reproduktor pro použití handsfree
- podpora OMA DRM 2.0 a WMDRM pro hudbu
- stereofonní rozhlasový přijímač FM (87,5–108 MHz/76–90 MHz)

### Navigace
- vestavěný GPS

### Internet, E-mail a Aplikace Java
- webový prohlížeč Nokia s aplikací Mini Map
- e-mailový klient s podporou příloh (obrázky, video, hudba, dokumenty)
- kompatibilní s bezdrátovou klávesnicí Nokia (prodává se samostatně)
- Java MIDP 2.0, CLDC 1.1 (Connected Limited Device Configuration (J2ME))
- Bezdrátové stahování aplikací a her Java

## N95 s 8 GB pamětí
Jde o zdokonalenou verzi telefonu N95. Ta poskytuje především tato vylepšení:

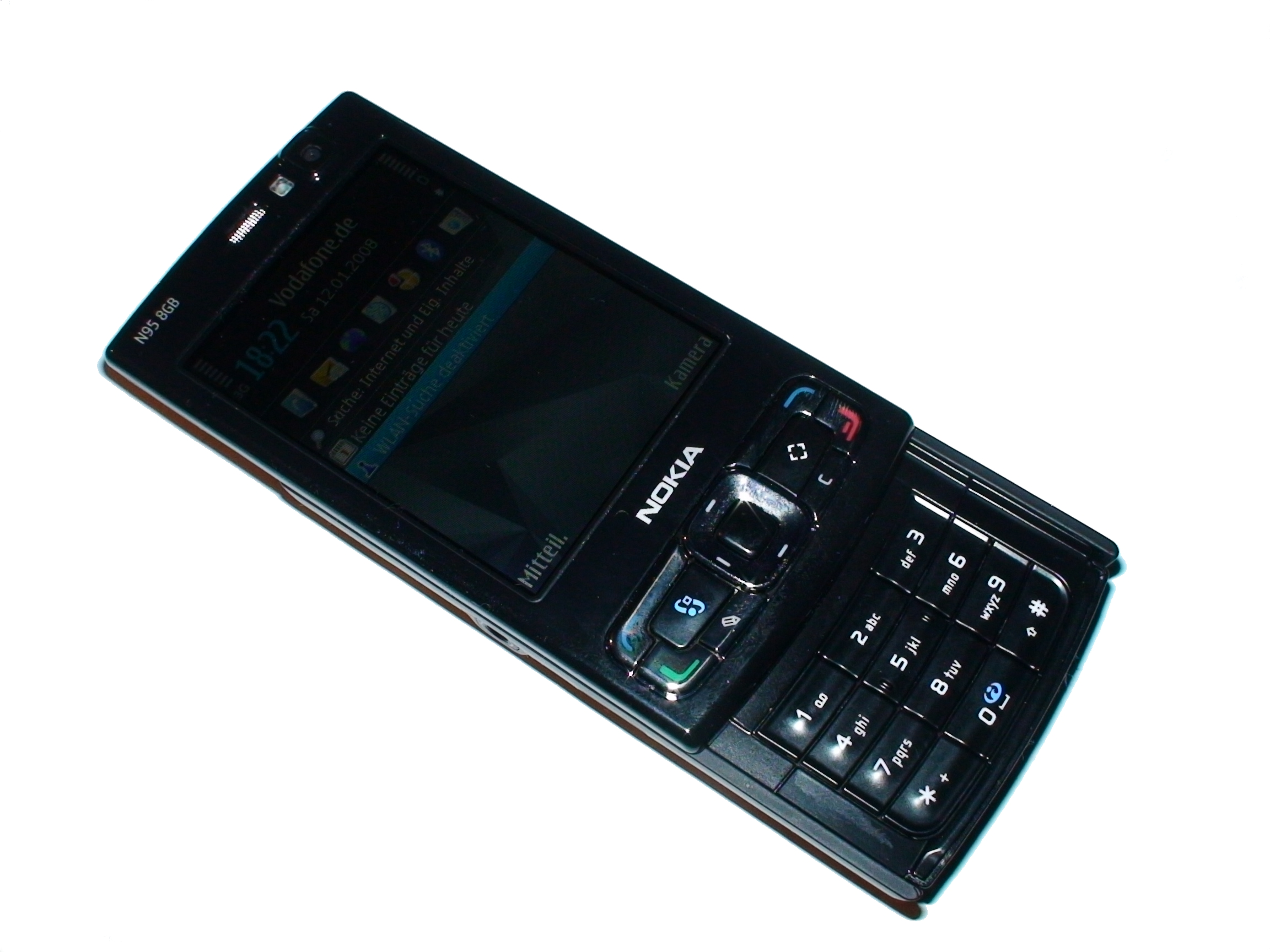
Nokia N95 8GB

- 8GB paměť
- vyšší kapacita akumulátoru
- o 0,2" větší displej
- nový kryt přístroje
- služba N-Gage
- služba Nokia OVI

### Srovnání N95 a 8GB N95
|                                         | stará Nokia N95 | nová 8GB Nokia N95 |
| --------------------------------------- | --- | --- |
| uvedení                                 | září 2006 | srpen 2007 |
| rozměry                                 | 99 × 53 × 21 mm | 99 × 53 × 21 mm |
| váha                                    | 120 g | 128 g |
| displej - rozlišení                     | shodné rozlišením QVGA; aktivní TFT, rozlišení 240 × 320 bodů; 16,7 miliónů barev                                                                              | shodné rozlišením QVGA; aktivní TFT, rozlišení 240 × 320 bodů; 16,7 miliónů barev                                                                              |
| displej - velikost                      | 2,6" | 2,8" |
| digitální fotoaparát                    | 5 MPx u obou, nová N95 nemá aktivní krytku fotoaparátu (2592 × 1944 bodů), blesk, video 640 × 480 bodů (30 fps), čelní kamera (352 × 288 bodů) pro videohovory | 5 MPx u obou, nová N95 nemá aktivní krytku fotoaparátu (2592 × 1944 bodů), blesk, video 640 × 480 bodů (30 fps), čelní kamera (352 × 288 bodů) pro videohovory |
| baterie                                 | 950 mAh | 1200 mAh |
| paměť                                   | 160 MB (rozšiřitelná pomocí paměťových karet microSD) | 100 MB uživatelská paměť + 8 GB paměť flash (není rozšiřitelná pomocí paměťových karet)                                                                        |
| paměť SDRAM                             | 64 MB | 128 MB |
| další novinky                           | | v nabídce najdeme nové rozhraní N-Gage a přístup do nového online obchodu s hudbou                                                                             |
| Ostatní parametry by měly být zachovány | | |